# Sätertjärnen, Ångermanland
Sätertjärnen är en sjö i Kramfors kommun i Ångermanland och ingår i Nätraån-Ångermanälvens kustområde. Sjön är 3,5 meter djup, har en yta på 0,04 kvadratkilometer och befinner sig 11 meter över havet.